# Château-Chinon (Ville)
Château-Chinon Ville /ʃatoʃiˈnɔ̃ vil/ (a volte anche indicato semplicemente come Château-Chinon) è un comune francese di 2 425 abitanti situato nel dipartimento della Nièvre nella regione della Borgogna-Franca Contea.

## Società

### Evoluzione demografica
Abitanti censiti

## Amministrazione

### Gemellaggi
- Cortona
- Timbuctu
- Villeréal